# 112
Вижте пояснителната страница за други значения на 112.

## Събития

### Рим
- Траян е римски консул
- Публий Корнелий Тацит става проконсул на римската провинция Азия в Западен Анадол
- Хадриан наследява Гай Юлий Касий Стейрий като архонт на Атина
- Салонина Матидия получава титлата Августа

### Азия
- Крал Жима наследява крал Паса като владетел на корейското царство Шила